# روبرت جي. جان
روبرت جي. جان (بالإنجليزية: Robert G. Jahn)‏ هو فيزيائي أمريكي، ولد في 1 أبريل 1930 في كيرني في الولايات المتحدة، وتوفي في 15 نوفمبر 2017.